# Jan Heemskerk
Jan Heemskerk (30. juli 1818–10. oktober 1897) var en nederlandsk statsmand.